# Hrvatske željeznice
Hrvatske željeznice (česky Chorvatské železnice, celým názvem HŽ - Hrvatske željeznice) byla národní železniční společností Chorvatska. Firma byla členem Mezinárodní unie železnic (UIC), UIC kód Chorvatska je 78. Společnost zanikla v roce 2006 a její majetek převzala nově založená společnost HŽ Hrvatske Željeznice Holding d.o.o., provoz pak zajišťovaly čtyři dceřiné společnosti holdingu pro správu infrastruktury, provozování osobní dopravy, provozování nákladní dopravy a zajišťování trakce.

## Železniční síť
Chorvatský železniční systém tvořilo 2 974 km tratí (z toho 248 km je dvojkolejných). Ke konci roku 2004 bylo 1 228 km sítě, tj. 41,3% je elektrizováno.
V zemi bylo několik hlavních železničních tras:
- (přes Lublaň, Slovinsko) trať Dobova-Záhřeb-Slavonski Brod -Vinkovci-Tovarnik (a dále do Bělehradu, Srbsko), s napojením ve Strizivojně – Vrpolje směrem na Osijek
- ze Záhřebu do Koprivnice
- ze Záhřebu do Oštarije a Rijeky
- z Oštarije do Splitu
- ze Záhřebu do Sisaku (nejkratší, avšak důležitá hlavní trasa)
- ze Záhřebu do Varaždinu

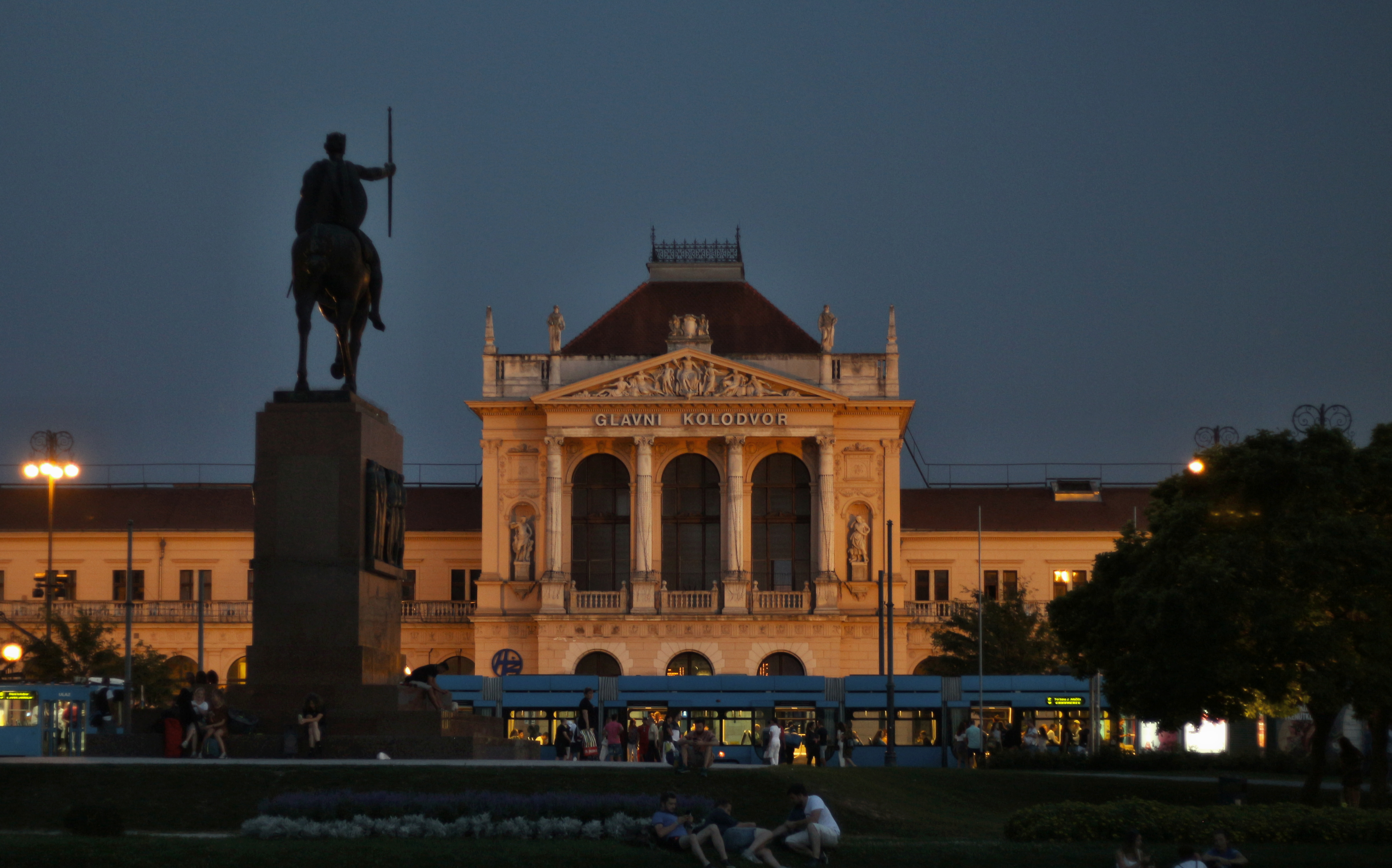
Hlavní nádraží v Záhřebu.

Existovaly ještě další trasy do Slovinska, Maďarska, Bosny a Hercegoviny a Srbska a pravidelné noční vlaky do Rakouska a Německa (jmenovitě Bavorsko).
Po roce 2000 došlo k mnoha vylepšením systému, mj. k zvýšení maximální rychlosti linky Záhřeb-Novska-Vinkovci: v některých úsecích trasy došlo ke zvýšení maximální rychlosti z 80 km/h až 160 km/h.
Pátý panevropský koridor má v Chorvatsku dvě větve, větev „b“ a „c“.
Koridor Vb vstupuje do Chorvatska v Botově a vede do Záhřebu . Část od Záhřebu do Rijeky by se měla stát součástí tohoto koridoru, jakmile bude vybudováno prodloužení směrem k Rijece.
Chorvatsko mělo některé problémy s napojením na mezinárodní železniční síť, které mají historické příčiny. Když bylo Chorvatsko součástí Jugoslávie, železniční síť byla důsledně propojena a řízena Jugoslávskými železnicemi. S rozpadem země na jednotlivé státy byla důležitá železniční spojení přerušena.

## Technické informace
- Maximální provozní rychlost: 160 km/h
- Vlakový zabezpečovač: INDUSI
- Signalizační systém: pouze na dohled,[zdroj?] automatická bloková ochrana (na hlavních a případných)

## Nástupnické organizace
- HŽ Hrvatske Željeznice Holding a její dcery:
  - HŽ Cargo (Nákladní doprava)
  - HŽ Putnički Prijevoz (Osobní doprava)
  - HŽ Infrastruktura (Železniční infrastruktura)
  - HŽ Vuča Vlakova (začleněna do HŽ Cargo od 1. listopadu 2012)[3]

## Vozidlový park

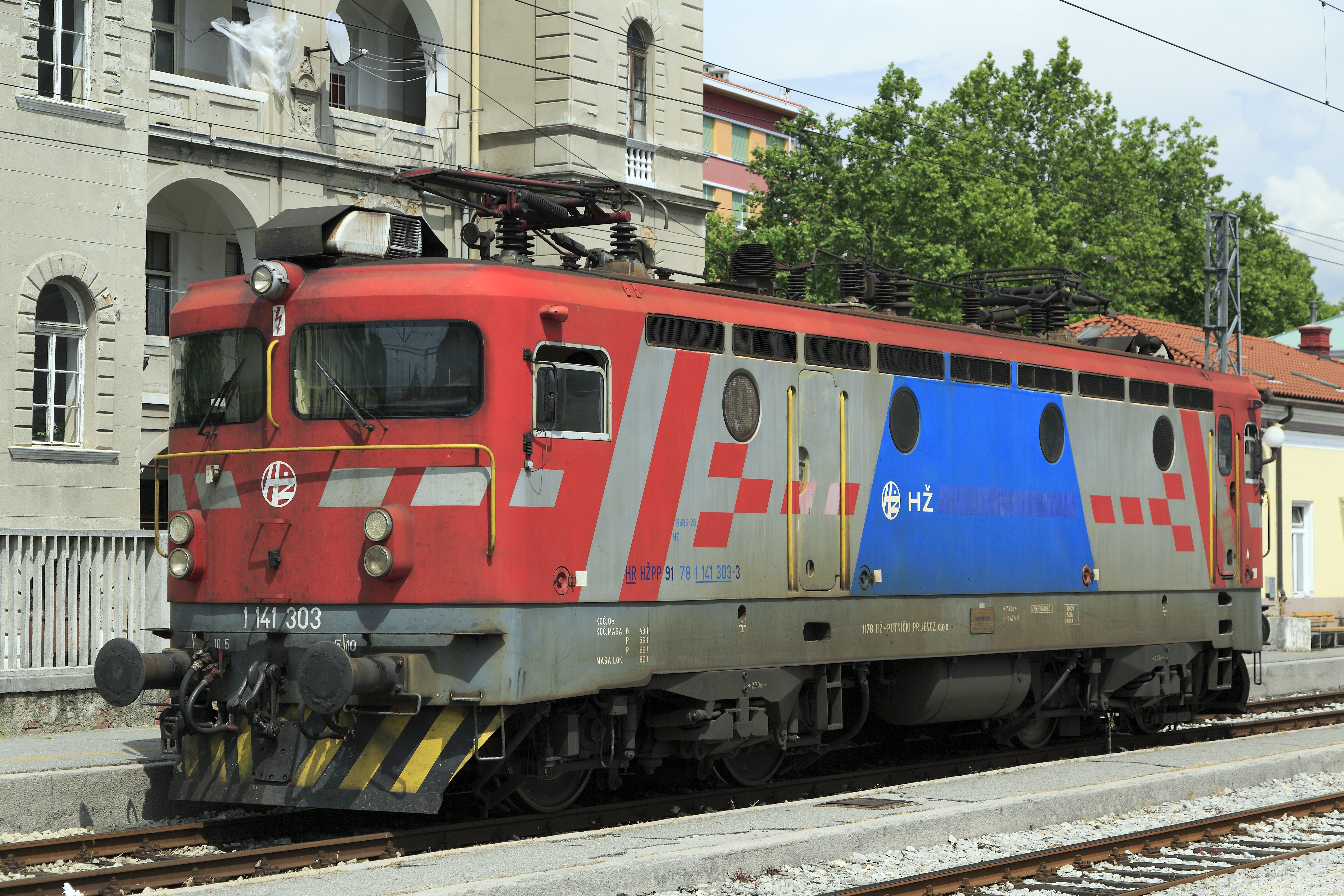
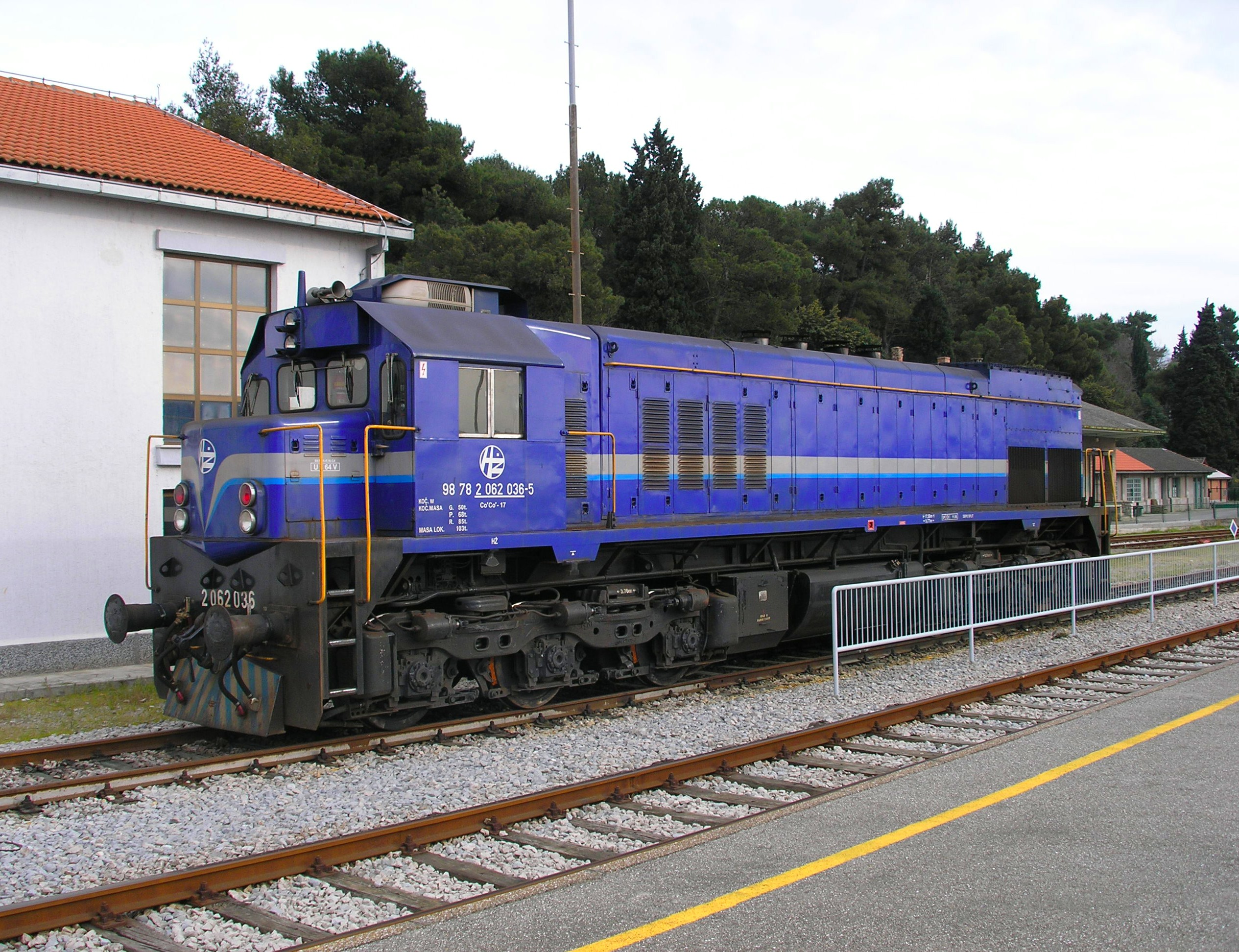
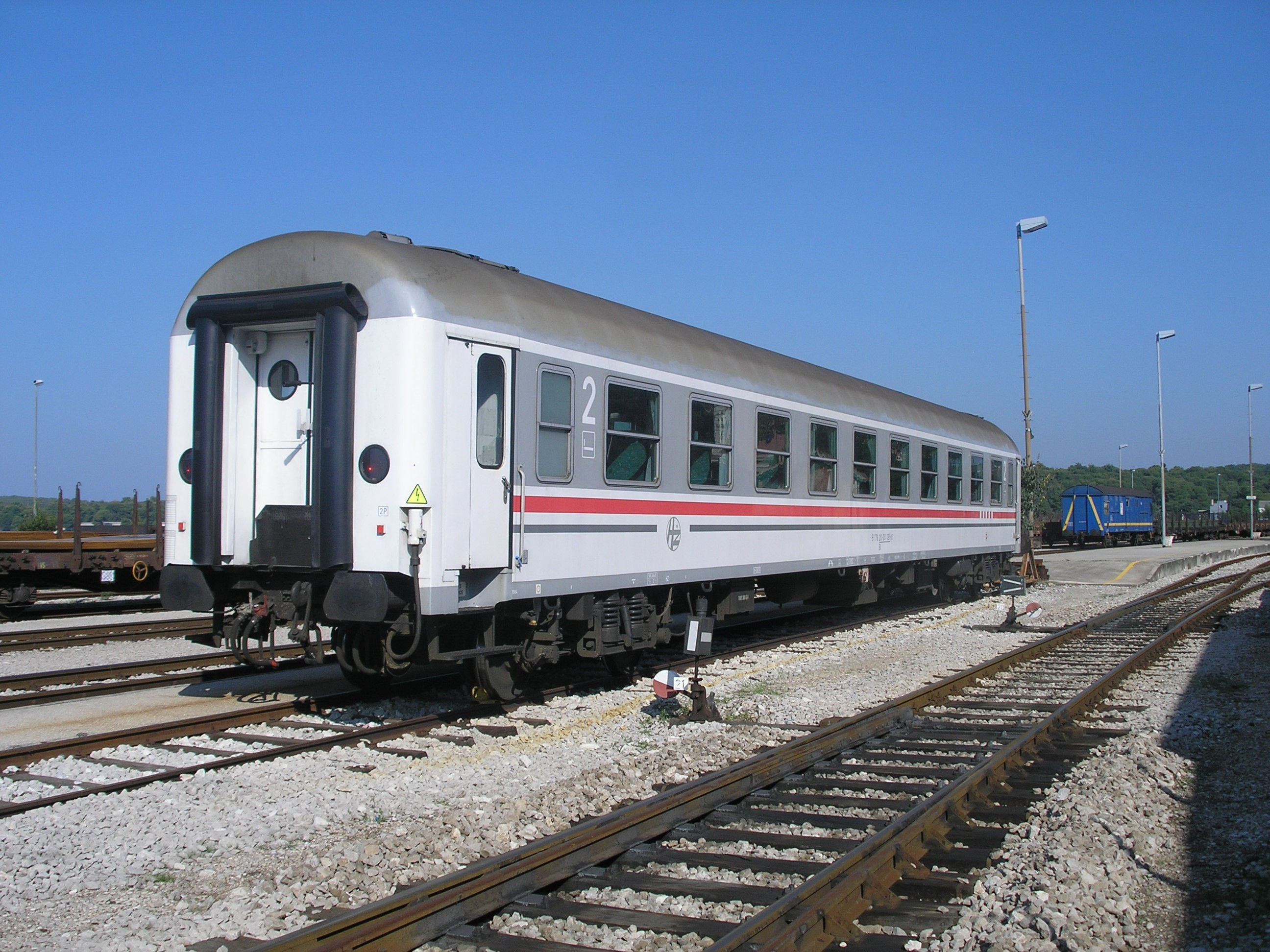
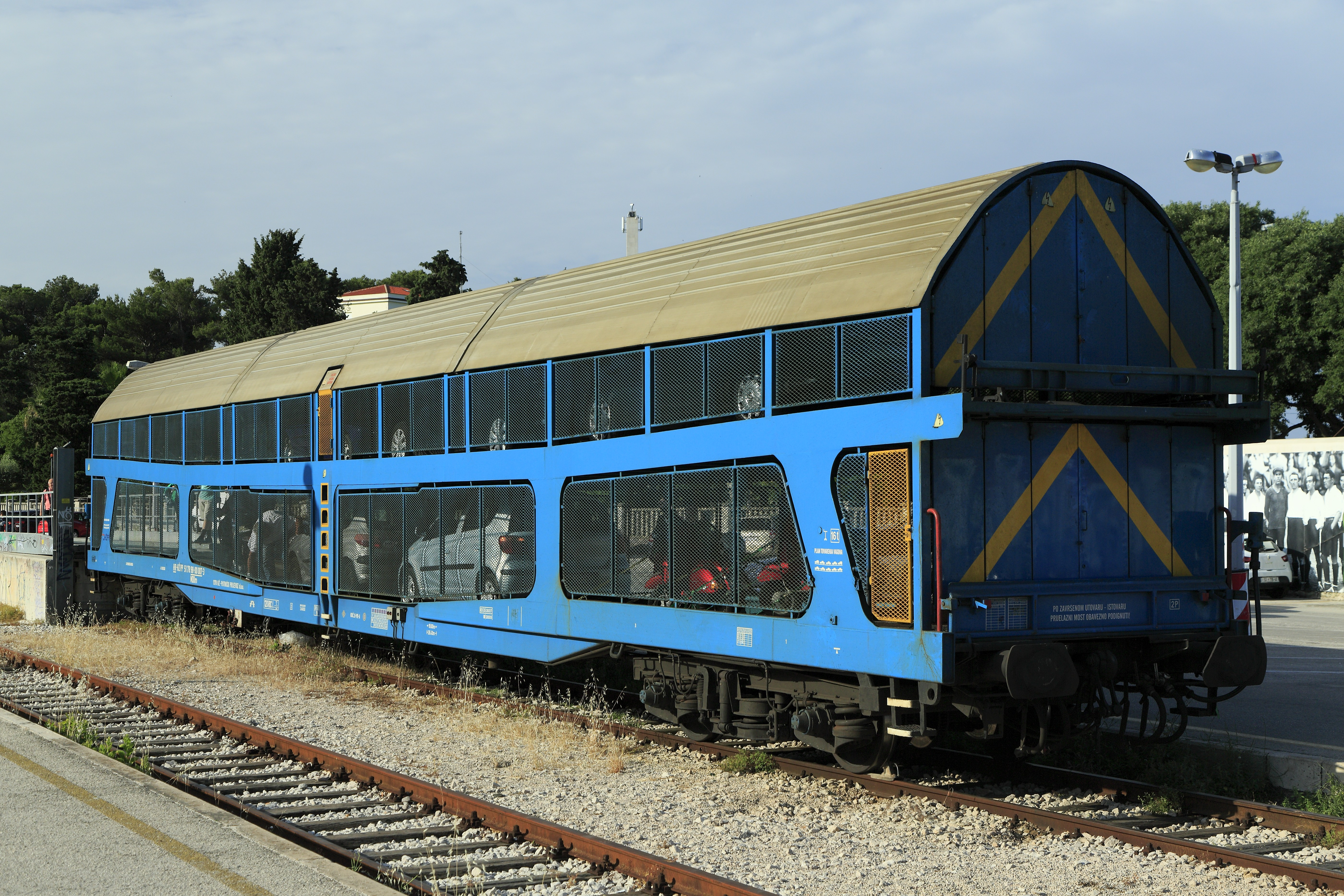

- 25 kV Elektrické lokomotivy
  - HŽ 1141.0
  - HŽ 1141.1
  - HŽ 1141.2
  - HŽ 1141.3
  - HŽ 1142.0

- Dieselové lokomotivy
  - HŽ 2041
  - HŽ 2044
  - HŽ 2062.0
  - HŽ 2063.0

- Posunovací dieselové lokomotivy
  - HŽ 2132.0
  - HŽ 2132.1
  - HŽ 2132.2
  - HŽ 2132.3

- Elektrické jednotky:
  - HŽ 6111.0

- Dieselové jednotky a vozy:
  - HŽ 7121.0
  - HŽ 7121.1
  - HŽ 7122.0